# Hoher Fricken
Der Hohe Fricken ist ein 1940 m ü. NHN hoher Berg im Estergebirge in den Bayerischen Voralpen und liegt zwischen dem Wank und dem über 2000 m hohen Bischof. Nördlich unterhalb befindet sich noch der Niedere Fricken mit 1682 m ü. NHN und das Frickenkar.
Der Gipfel ist als Bergwanderung von Oberau oder vom Schwimmbad in Farchant (über den Weg zur Esterbergalm) oder etwas steiler von Farchant an den Kuhfluchtwasserfällen vorbei erreichbar. Auf halber Höhe des Aufstiegs über die Kuhfluchtfälle liegt die Frickenhöhle. Gehzeit jeweils ca. 4 Stunden.
Seit Wiedereröffnung des Haltepunkts Farchant im Dezember 2010 ermöglicht die Bahnstrecke München–Garmisch-Partenkirchen wieder attraktive Überschreitungsmöglichkeiten, z. B. Farchant – Hoher Fricken – Esterbergalm – Partenkirchen oder Farchant – Hoher Fricken – Oberau.

## Galerie

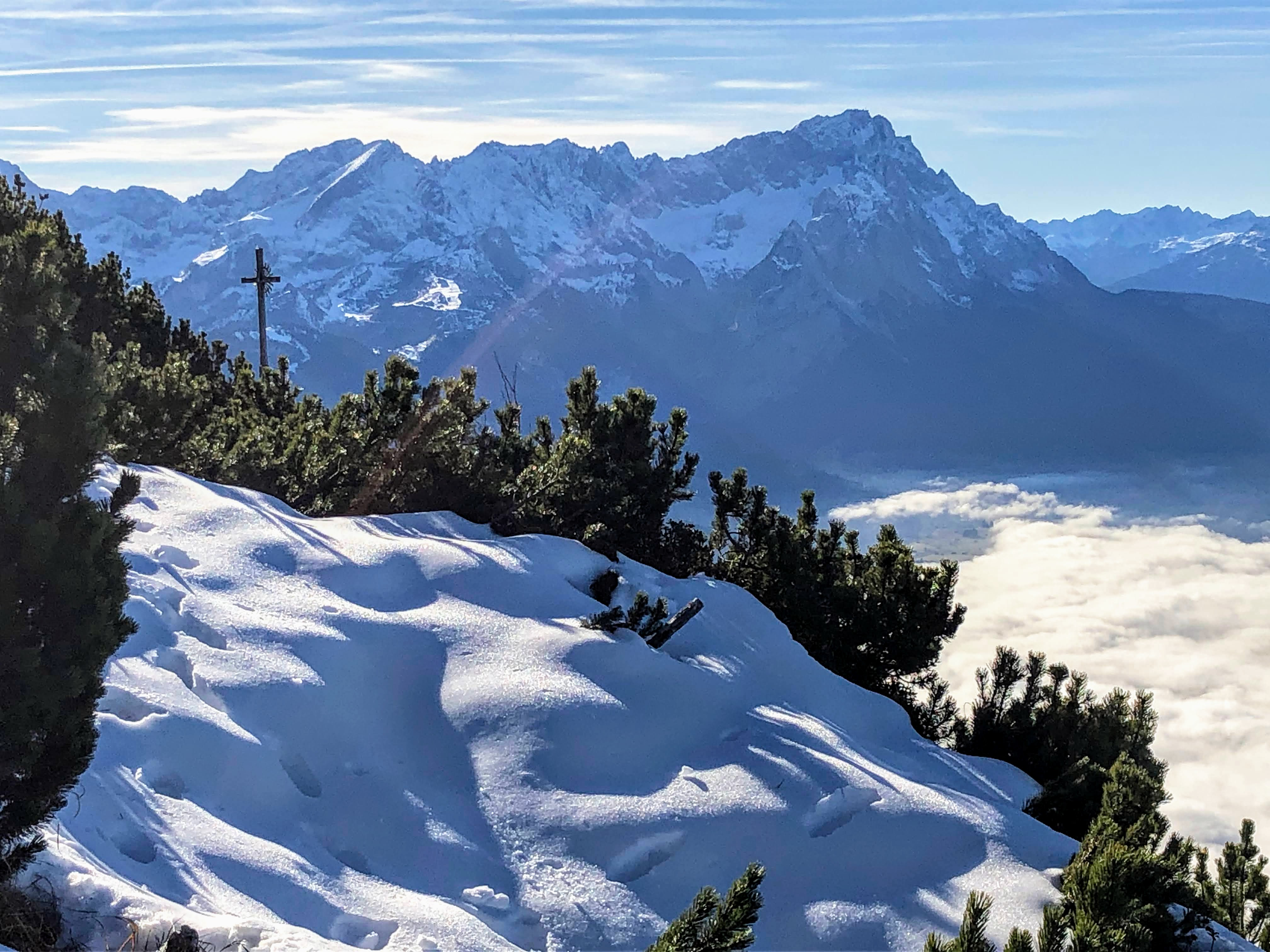
Gipfelkreuz und Blick zum Wetterstein